# Brézé
Brézé korábbi község Franciaország Loire mente régiójában, Maine-et-Loire megyében. 2016. január 1-jén Chacé és Saint-Cyr-en-Bourg községgel egyesült és Bellevigne-les-Châteaux új község része lett.
Lakosainak száma 1227 fő (2018. január 1.). Brézé Chacé, Épieds, Fontevraud-l’Abbaye, Montreuil-Bellay, Saint-Cyr-en-Bourg és Saint-Just-sur-Dive községekkel határos.

## Népesség
A település népességének változása:
| Lakosok száma | 841  | 877  | 1207 | 1299 | 1317 | 1299 | 1289 | 1284 | 1234 | 1227 |
|               | 1968 | 1975 | 1982 | 1999 | 2006 | 2011 | 2013 | 2016 | 2017 | 2018 |